# Зеттерберг, Хенрик
Карл Хе́нрик Зе́ттерберг (швед. Carl Henrik Zetterberg; род. 9 октября 1980, Нюрунда, Швеция) — бывший шведский хоккеист, нападающий и капитан клуба Национальной хоккейной лиги (НХЛ) «Детройт Ред Уингз». В составе сборной Швеции становился олимпийским чемпионом и чемпионом мира. Обладатель Кубка Стэнли (2008). Член «Тройного золотого клуба».

## Личная жизнь
23 июля 2010 года женился на шведской модели Эмме Андерссон. 20 августа 2015 года у пары родился сын Лав Зеттерберг.

## Статистика
| Легенда | Легенда                    | Легенда | Легенда                   | Легенда | Легенда    |
| ------- | -------------------------- | ------- | ------------------------- | ------- | ---------- |
| И       | Количество проведённых игр | Штр     | Штрафное время            | +/−     | Плюс-минус |
| Г       | Голы                       | П       | Голевые передачи          | О       | Очки       |
| -       | Статистика неизвестна      | —       | Статистика не учитывалась |         |            |

### Клубная карьера
- a В «Плей-офф» учитывается статистика игрока в квалификационном турнире Элитной серии.

## Достижения

### Командные
Швеция
| Год  | Команда | Достижение                            | Достижение |
| ---- | ------- | ------------------------------------- | ---------- |
| 2000 | Тимро   | Выход в Элитную серию из Аллсвенскана |            |

НХЛ
| Год  | Команда           | Достижение              | Достижение |
| ---- | ----------------- | ----------------------- | ---------- |
| 2008 | Детройт Ред Уингз | Обладатель Кубка Стэнли |            |

Международные
| Год        | Команда         | Достижение                              | Достижение |
| ---------- | --------------- | --------------------------------------- | ---------- |
| 1998       | Швеция (юниор.) | Победитель юниорского чемпионата Европы |            |
| 2001, 2002 | Швеция          | Бронзовый призёр чемпионата мира (2)    |            |
| 2003       | Швеция          | Серебряный призёр чемпионата мира       |            |
| 2006       | Швеция          | Олимпийский чемпион                     |            |
| 2006       | Швеция          | Чемпион мира                            |            |
| 2014       | Швеция          | Серебряный призёр Олимпийских игр       |            |

### Личные
Швеция
| Год        | Команда | Достижение                                       | Достижение |
| ---------- | ------- | ------------------------------------------------ | ---------- |
| 2001       | Тимро   | Новичок года Элитной серии                       |            |
| 2002       | Тимро   | Обладатель приза «Золотая шайба»                 |            |
| 2002, 2005 | Тимро   | Попадание в Сборную всех звёзд Элитной серии (2) |            |
| 2005       | Тимро   | Лучший бомбардир Элитной серии                   |            |

НХЛ
| Год              | Команда           | Достижение                                         | Достижение |
| ---------------- | ----------------- | -------------------------------------------------- | ---------- |
| 2003             | Детройт Ред Уингз | Попадание в Сборную молодых звёзд НХЛ              |            |
| 2007, 2008, 2013 | Детройт Ред Уингз | Обладатель «Викинг Эворд» (3)                      |            |
| 2008             | Детройт Ред Уингз | Попадание во вторую Сборную всех звёзд НХЛ         |            |
| 2008             | Детройт Ред Уингз | Обладатель «Конн Смайт Трофи»                      |            |
| 2013             | Детройт Ред Уингз | Обладатель Приза игроку НХЛ за благотворительность |            |
| 2015             | Детройт Ред Уингз | Обладатель «Кинг Клэнси Трофи»                     |            |

NLA
| Год  | Команда | Достижение    | Достижение |
| ---- | ------- | ------------- | ---------- |
| 2013 | Цуг     | Медиа-MVP NLA |            |

Международные
| Год  | Команда | Достижение                                     | Достижение |
| ---- | ------- | ---------------------------------------------- | ---------- |
| 2012 | Швеция  | Лучший ассистент чемпионата мира               |            |
| 2012 | Швеция  | Попадание в Сборную всех звёзд чемпионата мира |            |

Другие
| Год  | Достижение                     | Достижение |
| ---- | ------------------------------ | ---------- |
| 2008 | Член «Тройного золотого клуба» |            |

## Комментарии
1. ↑  Приз лучшему игроку Элитной серии.